# Panaomierpitta
De panaomierpitta (Grallaria oneilli) is een zangvogel uit de familie Grallariidae (mierpitta's). De vogel werd in 2020 beschreven en behoort tot het soortencomplex van het taxon muiscamierpitta (G. rufula). De wetenschappelijke naam is een eerbetoon aan John P. O'Neill, de vogelkundige die het type-exemplaar in 1983 verzamelde in de regio Huánuco.

## Verspreiding en leefgebied
De soort komt voor in Midden-Peru in de regio's Huánuco en Pasco.